# ブレッツフェルト
ブレッツフェルト (ドイツ語: Bretzfeld) は、ドイツ連邦共和国バーデン＝ヴュルテンベルク州ホーエンローエ郡に属す町村（以下、本項では便宜上「町」と記述する）。

## 地理

### 自治体の構成
ブレッツフェルトは、首邑であるブレッツフェルト（人口1,813人）と、アードルツフルト（1,121人）、ビッツフェルト（1,452人）、ブレタッハ（180人）、ディムバッハ（863人）、ゲッデルスバッハ（250人）、ラパッハ（1,422人）、シェパッハ（970人）、シュヴァプバッハ（208人）、ジーベンアイヒ（208人）、ウンターハイムバッハ（1,077人）、ヴァルトバッハ（1,505人）およびヴァイスレンスブルク（人口はビッツフェルトに含まれる）

## 歴史
ブレッツフェルトは、1037年に"Bretesfeld"として初めて文献に記録されている。1357年にはすでにワイン醸造が行われていたことが明らかとなっている。ブレッツフェルトは、1423年まではエーリンゲン司教領であったが、この年にプファルツ選帝侯に売却された。ランツフート継承戦争後、1504年にブレッツフェルトはヴュルテンベルク公領となり、オーバーアムト・ヴァインスベルクに編入された。首領ハンス・コーベラーに率いられたブレッツフェルトの農民達は、ドイツ農民戦争では、ヴァインスベルク攻撃に加わった。1926年、オーバーアムト・ヴァインスベルクの廃止に伴い、この町はオーバーアムト・エーリンゲン（1938年からエーリンゲン郡となる）に編入された。1972年の郡の再編時にホーエンローエ郡への合併がなされた。1975年に、ブレッツフェルトと11の周辺村落から新たな自治体ブレッツフェルトが創設された。1977年にはブレタッハまで町域が拡大された。

### 宗教

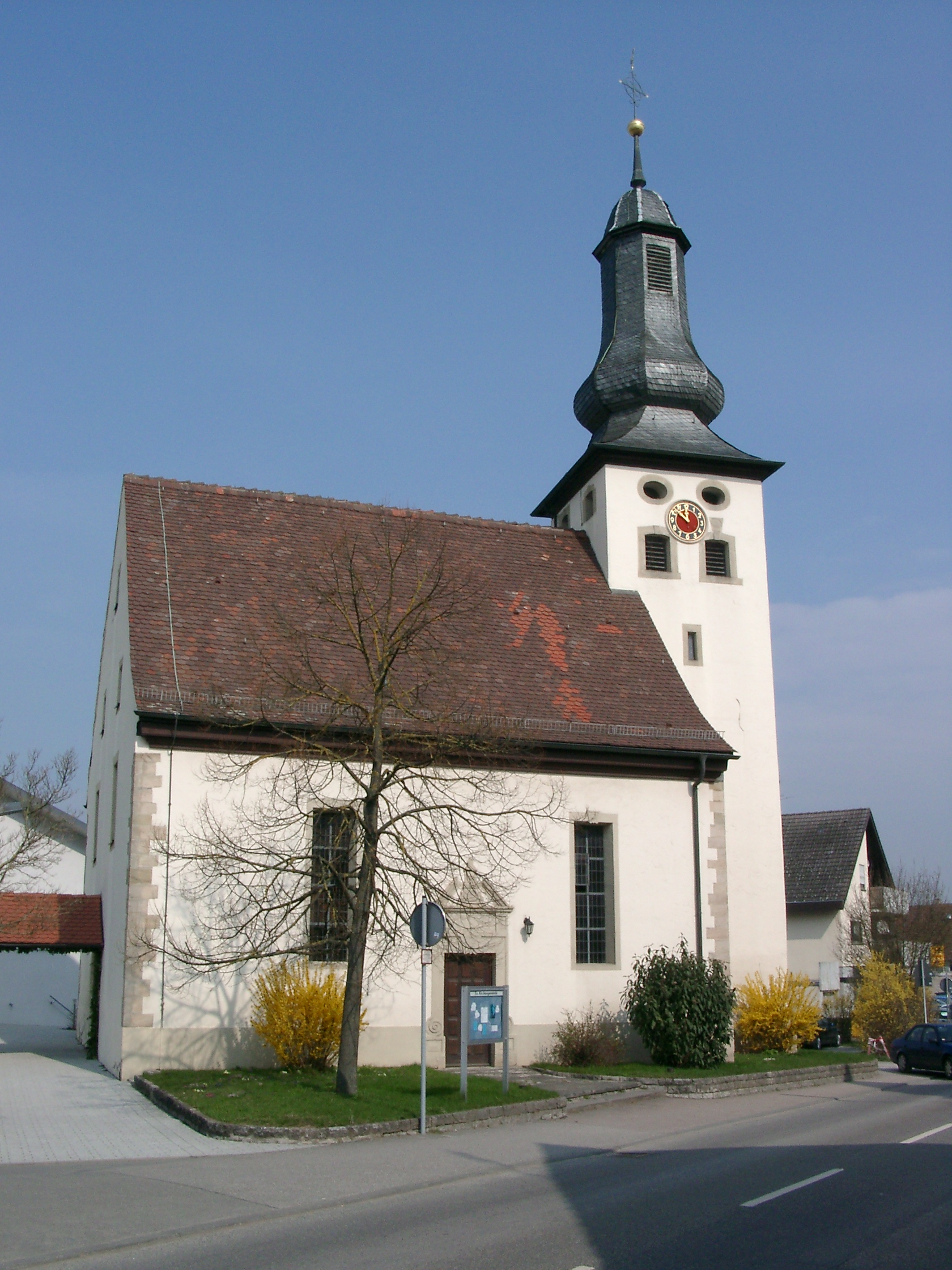
ブレッツフェルトのプロテスタント教会

ブレッツフェルトと、現在その町域に属す周辺村落に1534年に宗教改革がもたらされた。現在は、7つのプロテスタント地方教会があり、ローマ・カトリック教会も小教区を一つブレッツフェルトに有している。この他に、バプテスト教会、フィラデルフィア自由教会、ミュールハイム同盟（ペンテコステ派）などもある。

### 市町村合併
- 1972年2月1日: ラパッハが編入。
- 1975年1月1日: アードルツフルト、ビッツフェルト、ブレッツフェルト、ディムバッハ、ゲッデルスバッハ、シェパッハ、シュヴァプバッハ、ジーベンアイヒ、ウンターハイムバッハ、ヴァルトバッハが新しい自治体ブレッツフェルトを形成。
- 1977年1月1日: ヴュステンロートのブレタッハ地区が編入。

### 地区

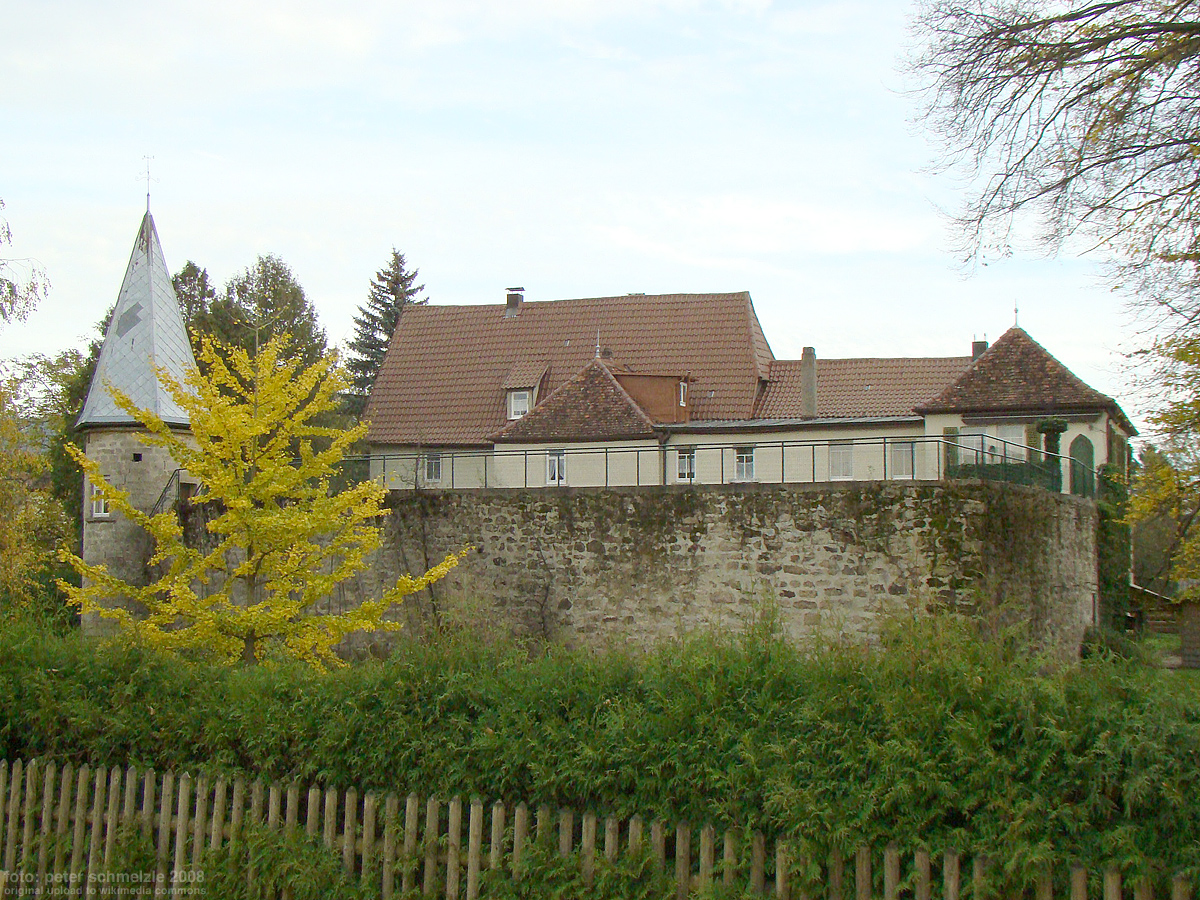
アードルツフルト城

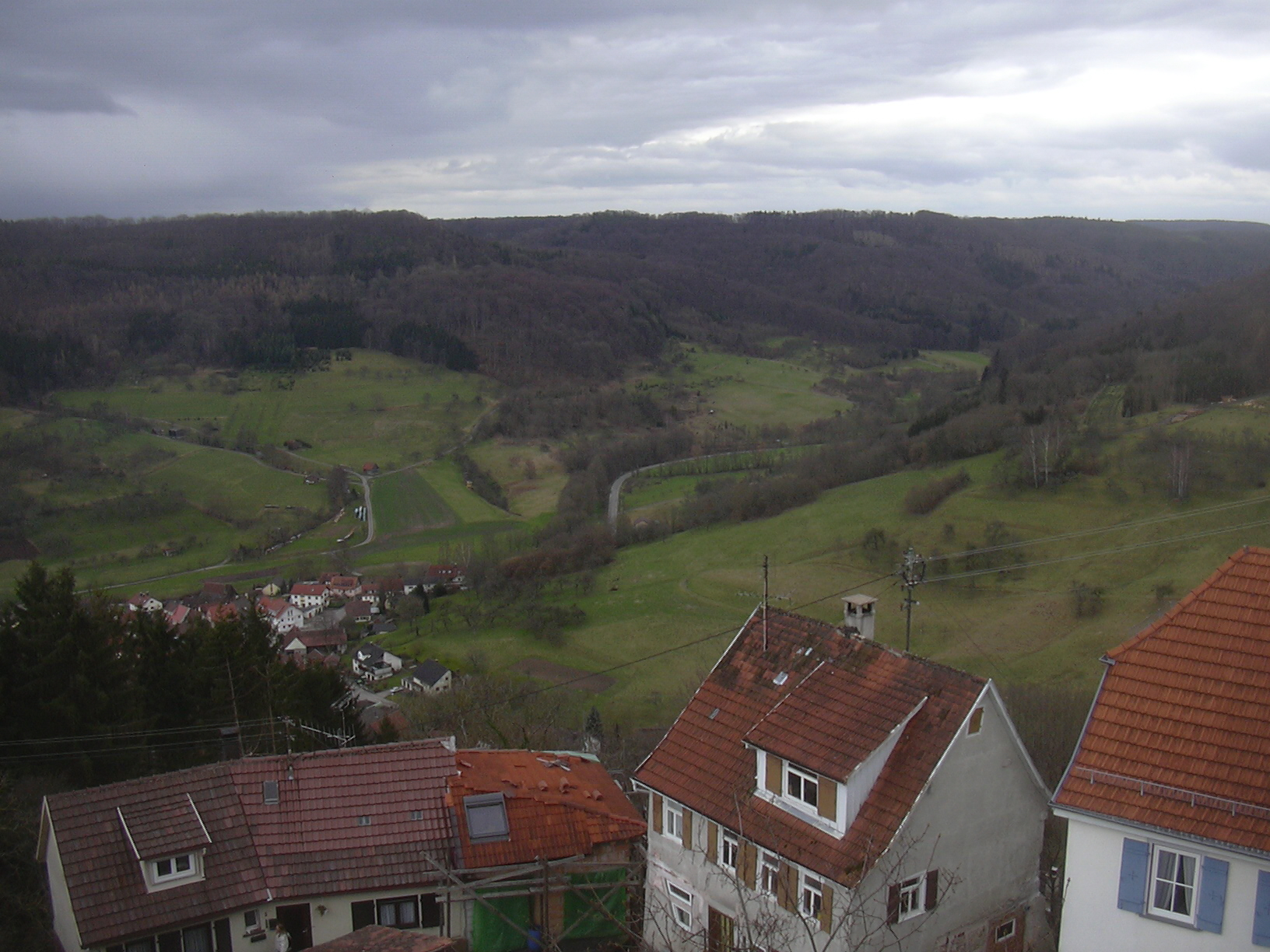
マインフェルス城から見たブレタッハ川の渓谷。斜面下方の集落がブレタッハ

アードルツフルト
アードルツフルトは1327年に初めて文献上で言及される。この村はヴァインスベルク家の所領であった。1336年にこの村はホーエンローエ侯領となった。1499年からワイン醸造が行われていたことが証明されている。帝国代表者会議以後、1806年にホーエンローエ侯はその政治的独立を失い、アードルツフルトはヴュルテンベルク王国領となった。オーバーアムト・ノイエンシュタインの管轄下にあったが、1812年にはオーバーアムト・エーリンゲンに移管され、1938年からエーリンゲン郡の所属となった。1972年の郡の再編により、アードルツフルトはホーエンローエ郡に編入された。
ビッツフェルト
ビッツフェルトは、1255年から文献に登場する。この村はヴァインスベルク家の所領であった。ランツフート継承戦争後、1504年にヴュルテンベルク公領となり、1806年からオーバーアムト・ヴァインスベルクに属した。このアムトの廃止に伴い、1926年にオーバーアムト・エーリンゲン（1938年からはエーリンゲン郡）に移管された。1972年からは新しく創設されたホーエンローエ郡に移された。ビッツフェルトには、ヴァイスレンスブルクの小集落が含まれる。
ブレタッハ
ブレタッハは、1376年に初めて文献に現れる。この村の歴史は、マイエンフェルス（現在はヴュステンロートの一部）の城や町と密接に関わっている。1423年にこの村は、マイエンフェルスとともにプファルツ選帝侯に売却された。1805年に帝国代表者会議主要決議に従って、ヴュッテンベルク領となり、最初はオーバーアムト・エーリンゲンに属した。しかし早くも1809年にはオーバーアムト・ヴァインスベルクの管轄となった。1926年にこのオーバーアムトは廃止され、ブレタッハとマイエンフェルスはともにオーバーアムト・エーリンゲン（1938年からはエーリンゲン郡）の管轄下に戻された。1972年の郡の再編で、マイエンフェルスは、ヴュステンロートに編入されることになり、これに伴いハイルブロン郡の所属となった。1975年12月8日、ブレタッハのマイエンフェルスおよびヴュステンロートからの分離が議決された。こうしてブレタッハは、1977年1月1日にホーエンローエ郡に移管された。
ディムバッハ
ディムバッハは、1289年に初めて文献に登場する。ワイン造りが初めて確認される1311年まで、この村はヴァインスベルク家の所領であったが、この年にリヒテンシュテルン修道院領となった。宗教改革に伴い、この村はヴュルテンベルク公領となった。1807年から1926年までディムバッハは、オーバーアムト・ヴァインスベルクに属したが、その廃止によりオーバーアムト・エーリンゲン（1938年からはエーリンゲン郡）に移された。1972年の郡の再編時にディムバッハはホーエンローエ郡に編入された。
ゲッデルスバッハ
ゲッデルスバッハが初めて文献に現れたのは、1337年である。15世紀にこの村は、ベルラー家からホーエンローエ伯クラフトに売却された。1573年からワイン作りが行われていたことが証明されている。帝国代表者会議以後の1806年にホーエンローエ侯はその政治的独立を失い、アードルツフルトはヴュルテンベルク王国領となった。この時はオーバーアムト・エーリンゲンに属したが、1812年にオーバーアムト・ヴァインスベルクの管轄となった。1926年のこのオーバーアムト廃止後、ゲッデルスバッハは再びオーバーアムト・エーリンゲン（1938年からはエーリンゲン郡）に戻された。1972年の郡の再編によりゲッデルスバッハはホーエンローエ郡に編入された。ゲッデルスバッハは、ブレッツフェルトで2番目に小さな集落で、250人強の人口である。
ラパッハ
ラパッハは1215年に初めて文献上で言及され、1343年以降この村でワイン作りがなされたことが明らかになっている。1450年までこの村はヴァインスベルク家の所領であったが、これ以後プファルツ選帝侯領となった。ランツフート継承戦争以後、この村はヴュルテンベルク公領となった。1806年にラパッハはオーバーアムト・ヴァインスベルクの管轄下に置かれた。このオーバーアムトが1926年に廃止されるとこの村はオーバーアムト・エーリンゲン（1938年からはエーリンゲン郡）に移された。1972年の郡の再編時にホーエンローエ郡に編入された。1980年代にはシュタインフェルト新設住宅地が設けられた。この名前は、16世紀までここにあり、その後消滅した集落の名前に由来する。
シェパッハ
シェパッハは、1257年に初めて文献に記載されている。ここは、神聖ローマ帝国直轄領であった。1407年からヴァインスベルク家の所領となり、1423年頃にはすでにプファルツ選帝侯領となっていた。シェパッハは1449年のシュテーデクリーク（都市戦争）と呼ばれる戦いで深刻な被害を受けた。ランツフート継承戦争によって1504年にヴュルテンベルク領となった。シェパッハでは、16世紀から1950年代までワインが作られていた。19世紀初めに新たに創設された集落とともにシェパッハはオーバーアムト・ヴァインスベルクの管轄下に置かれた。このオーバーアムトが1926年に廃止となり、オーバーアムト・エーリンゲン（1938年からはエーリンゲン郡）に移された。1972年の郡の再編時にホーエンローエ郡に編入された。
シュヴァプバッハ
シュヴァプバッハは1037年に初めて文献に登場する。ヴァインスベルク領であったが、1446年にプファルツ選帝侯に売却された。ランツフート継承戦争によって1504年にヴュルテンベルク領となった。ドイツ農民戦争では、首領ディオニジウス・シュミットに率いられたシュヴァプバッハの農民達は、1525年のヴァインスベルク攻撃に加わった。ワイン製造は、1528年から始められ、現在も村の重要な産品となっている。19世紀初めにこの村は、オーバーアムト・ヴァインスベルクの管轄下に置かれた。このオーバーアムトが1926年に廃止となり、オーバーアムト・エーリンゲン（1938年からはエーリンゲン郡）に移された。1972年の郡の再編時にホーエンローエ郡に編入された。
ジーベンアイヒ
ジーベンアイヒは1335年に初めて文献に現れる。この入植地は、1836年まではシュヴァプバッハに属す集落であったが、その後独立した。この村はオーバーアムト・ヴァインスベルクに属した。このオーバーアムトが1926年に廃止となり、オーバーアムト・エーリンゲン（1938年からはエーリンゲン郡）に移された。1972年の郡の再編時に新たに創設されたホーエンローエ郡に編入された。1335年から始められた事が証明されているワイン製造の他、果樹栽培も行われている。ジーベンアイヒという名前は、7本（ジーベン）のオーク（アイヒェ）の木が集落に接する森にあったことに由来する。なお、このオークの木は現在ではすでになくなっている。
ウンターハイムバッハ
文献では1300年以前にすでにウンターハイムバッハの記述が見られる。ハインベルク家の所領であったが、16世紀にホーエンローエ伯領となった。現在も重要な役割を担うワイン製造は、この頃から始められたことが証明されている。帝国代表者会議以後の1806年にホーエンローエ侯はその政治的独立を失い、ウンターハイムバッハはヴュルテンベルク王国領となった。オーバーアムト・ノイエンシュタインの管轄下にあったが、1812年にはオーバーアムト・エーリンゲン（1938年からエーリンゲン郡）の所属となった。1972年の郡の再編により、ウンターハイムバッハはホーエンローエ郡に編入された。
ヴァルトバッハ
ヴァルトバッハは1265年に初めて文献上に記録されている。当時はレーヴェンシュタイン伯領に属していた。1375年にハプスブルク家の所領となった。ハプスブルク家は、1387年に、領土整備の都合上から、ホーエンローエ家のゲーラブロンとこの村を交換した。1450年にこの村はプファルツ選帝侯領となり、ランツフート継承戦争後の1504年にヴュルテンベルク公領となり、1534年に修道院オーバーアムト・リヒテンシュテルンの管轄下に属した。ドイツ農民戦争では1525年に略奪を受けた。1807年からオーバーアムト・ノイエンシュタインの管轄下にあったが、1812年にはオーバーアムト・エーリンゲン（1938年からエーリンゲン郡）の所属となった。1972年の郡の再編により、新たに創設されたホーエンローエ郡に編入された。

## 行政

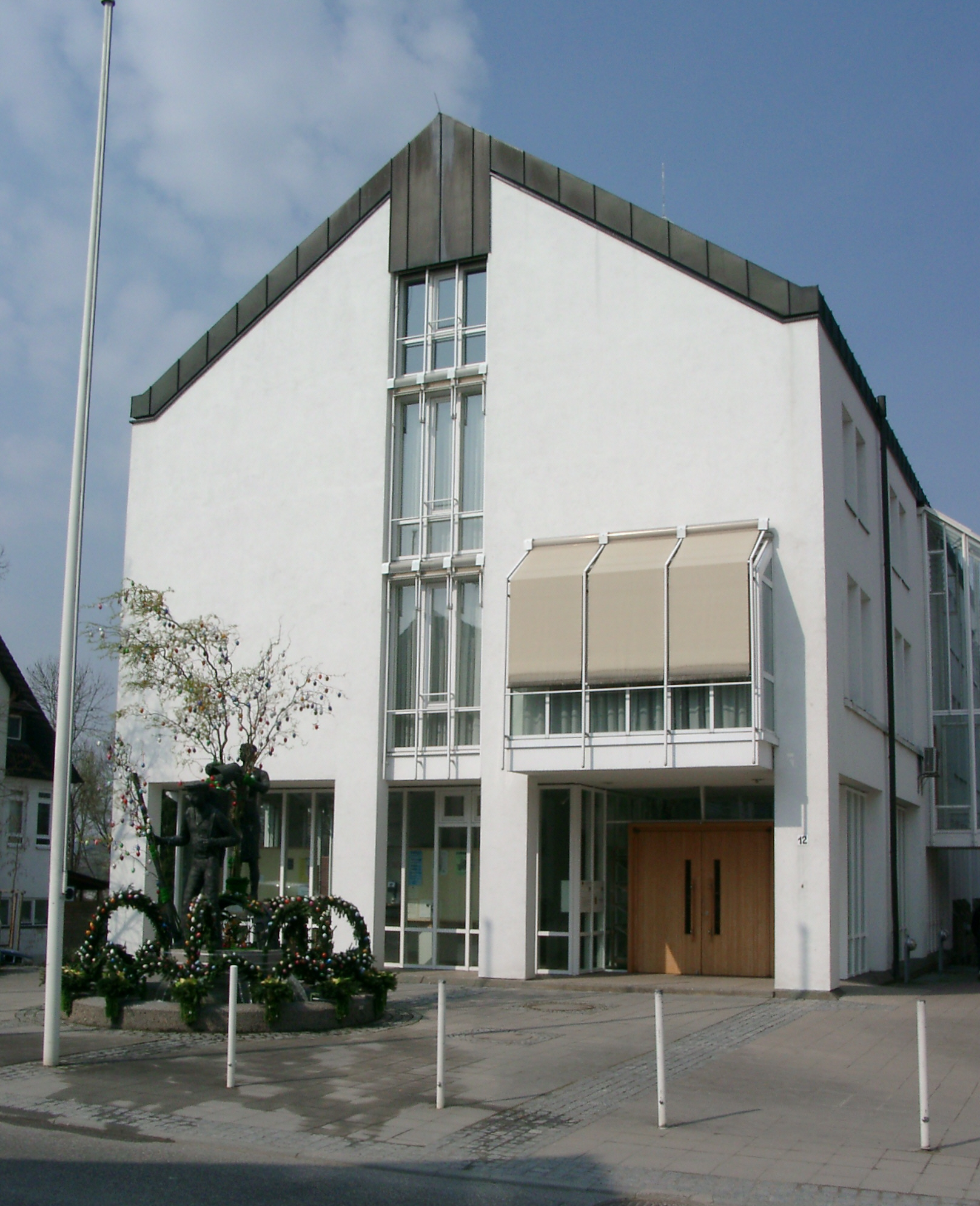
町役場

### 友好都市
- Budaörs （ハンガリー、ペシュト県）1989年
- プレッツフェルト（ドイツ、バイエルン州フォルヒハイム郡）

## 文化と見所

### 博物館
ブレッツフェルトには1996年からBudaörs郷土博物館がある。

### 建築
ラパッハの教会は、古い防衛用の塔を改築して作られた15世紀の建造物である。この教会には当時の見応えのあるフレスコが遺されている。ヴァルトバッハのキリアン教会はバロック様式の天井を備えている。

## 経済と社会資本

### ワイン製造
ブレッツフェルトは、ヴュルテンベルク・ウンターラント地方リンデンルベルク大地区に属す、ワイン作りの町である。ただし、ブレタッハ地区のベルク地区だけは、シュタウフェンベルク大地区に属す。

### 交通
ブレッツフェルトは、連邦アウトバーンA6号（ザールブリュッケン - ヴァイトハウス）を介してドイツ国内のみならず、フランスやチェコへも交通の便の良い場所にある。
鉄道路線では、ホーエンローエ鉄道（ハイルブロン - クライルスハイム）が町内を走っており、2005年12月からはハイルブロン - エーリンゲン間を結ぶカールスルーエ・モデルの都市交通が開通した。町内には、ブレッツフェルト、ビッツフェルト、シェパッハと3つの停車駅がある。

## 引用
1. ↑  Statistisches Landesamt Baden-Württemberg – Bevölkerung nach Nationalität und Geschlecht am 31. Dezember 2023 (CSV-Datei)
2. ↑  以上の人口は、2006年12月31日現在。出典はブレッツフェルト町発表の統計値。この資料によれば、当該時点の町全体の人口は12,233人である。